# Andrés Canals
Andrés Canals (Santa María del Camino, Baleares, 14 de septiembre de 1914 - Palma de Mallorca, 15 de diciembre de 1975) fue un ciclista español que corrió entre 1936 y 1945.
En su palmarés destaca una victoria de etapa al Circuito norteño y una 2a posición final a la Vuelta en Cataluña de 1941.
Posteriormente fue presidente de la Federación de ciclismo de las Baleares de 1964 a 1969. Era el padre de Pere Canals.

## Palmarés
- 1939
  - 2º a la Vuelta a Mallorca
- 1940
  - 2º a la Vuelta a Mallorca
- 1941
  - Vencedor de una etapa del Circuito norteño
  - 1º en el Trofeo Falles de Valencia
  - 2º a la Volta a Cataluña

### Resultados en la Vuelta a España
- 1942. Abandona (4ª etapa)